# Archigene
Archigene (Apamea, I secolo – Roma, dopo il 117) è stato un medico greco antico.

## Biografia
Di Apamea, in Siria, secondo Galeno appartenne alla Scuola pneumatica, della quale era un esponente il suo maestro Agatino. Esercitò la professione a Roma durante il regno dell'imperatore Traiano (98-117 d.C.) godendo di grande reputazione per la sua abilità. Fu tuttavia rimproverato da alcuni per aver voluto introdurre termini nuovi ed oscuri nell'arte medica, e per aver cercato di dare forma dialettica agli scritti di medicina. 
Alla sua morte, a 63 anni, sempre secondo Suda, lasciò un buon numero di discepoli.   

## Opere e pensiero
Noto per aver descritto in maniera ottimale il cancro della mammella, di lui non ci resta quasi nulla delle circa 17 opere che compose sulla teoria della pulsazione, la febbre, la nosologia, la chirurgia,
farmacologia e tossicologia. 
Tra le opere che gli sono attribuite risulta notevole, oltre a un Sulla lebbra, un trattato Sulle pulsazioni (del cuore), opera su cui Galeno scrisse un commentarioː sembra che l'opera contenesse un gran numero di minute e sottili distinzioni spesso, secondo Galeno, prive di fondamento, risultato di ipotesi ed idee preconcette piuttosto che di una reale osservazione dei fatti. Lo stesso può dirsi a proposito della eziologia delle febbri da lui fornita nel trattato in 10 libri Sulla diagnosi delle febbri.  